# Mekanïk Kommandöh
Albums de Magma
Merci
(1984) Les Voix de Magma
(1992)
Mekanïk Kommandöh est un album studio du groupe de rock progressif français Magma. Bien qu'enregistré en 1973, il n'est paru qu'en 1989 sur le label Seventh Records (réf. AKT X).

## Historique
Ce disque, à ne pas confondre avec Mekanïk Destruktïw Kommandöh, présente une version antérieure et assez différente du classique MDK de Magma. Depuis sa première courte version, gravée durant l'été 1971 sur la compilation Puissance 13 + 2, jusqu'à la version présentée au printemps 1973 sur l'album du même nom, le morceau a connu un long mûrissement. Dernière étape avant la version définitive, la version proposée ici, enregistrée en janvier 1973, est le reflet du concert donné par Magma lors du festival Sigma de Bordeaux deux mois auparavant. Son intérêt réside dans la présence des chœurs de l'orchestre de la Storchhaus, crée pour l'occasion, venus renforcer Stella et Klaus, ainsi que dans la facture essentiellement acoustique de son interprétation. Cet orchestre était essentiellement constitué de chœurs, une dizaine selon Christian Vander. Le nom de l'orchestre, choisit par Vander, provient d'une nouvelle de l'écrivain belge Jean Ray : Storchhaus ou La Maison des cigognes (1960). 
À l'époque, le label de Magma, A&M, refusa de publier cette version.

## Liste des titres
1. Mekanïk Destruktïw Kommandöh - 38:47

## Musiciens
- Christian Vander - batterie, chant, orgue, percussions
- Jean-Pierre Lembert - basse
- Klaus Blasquiz - chant, percussions
- Stella Vander - chœurs
- Chœurs De La Stochhaus - chœurs
- Jean-Luc Manderlier - claviers
- René Garber - clarinette basse, chant